# Font de Casa (Envall)
|  | Per a altres significats, vegeu «Font de Casa (la Plana de Mont-ros)». |

La Font de Casa és una font del terme municipal de la Torre de Cabdella (antic terme de la Pobleta de Bellveí), del Pallars Jussà, dins del territori del poble d'Envall. És a 1.076 msnm, al costat mateix, al sud, d'Envall, al costat sud de la pista que mena a Envall des de la Pobleta de Bellveí.